# Masacre del Río Luján
La masacre del Río Luján fue una matanza ocurrida en Argentina en 1975 durante el gobierno de Estela Martínez de Perón en la que fuerzas del Estado argentino fusilaron a cinco disidentes montoneros.
Dos expolicías implicados en la masacre y retirados para entonces, Hermes Vicente Acuña y Carlos Urbano Leguizamón, fueron detenidos en 2021 con prisión preventiva bajo arresto domiciliario, mientras que el antiguo agente policial de Zárate, Samuel Bunge Diamante, fue procesado e imputado.
El 15 de septiembre de 2023 el Tribunal Oral Federal número 3 de San Martín comenzó a juzgar a Hermes Acuña y Samuel Bunge Diamante con lo cargos de «homicidio doblemente agravado con alevosía y con el concurso premeditado de dos o más personas en cinco hechos» por el fusilamiento de los cinco militantes de Montoneros en abril de 1975 y su encubrimiento.
Durante el juicio, Cecilia Todesca, hija de Luis Bocco, víctima de la masacre, relató que su familia vivió en continua persecución, cambiando de casa muchas veces.